# Megaerops niphanae
Megaerops niphanae är en däggdjursart som beskrevs av Songsakdi Yenbutra och Heinz Felten 1983. Megaerops niphanae ingår i släktet Megaerops och familjen flyghundar. IUCN kategoriserar arten globalt som livskraftig. Inga underarter finns listade.
Arten når en kroppslängd av 77 till 90 mm, saknar svans, har 52 till 63 mm långa underarmar och väger 22 till 28 g. Öronen är 16 till 19 mm långa. Pälsen är mörk krämfärgad. Huvudet kännetecknas av en näsa som har rörformiga näsborrar och av stora ögon med brungrön regnbågshinna. På den nedre läppen förekommer förtjockningar som liknar små kuddar. Arten har ljusbruna öron med mörka kanter. Hos Megaerops niphanae är svansflyghuden i mitten smal. Denna flyghund har bruna vingar.
Liksom andra flyghundar äter arten främst frukter. Under mars registrerade ett ungdjur. Därför antas att födelsen sker i januari eller februari.
Denna flyghund förekommer med två från varandra skilda populationer, en i nordöstra Indien samt Bhutan och den andra i Laos, Kambodja, Thailand och Vietnam. Arten vistas i kulliga områden och i bergstrakter upp till 2100 meter över havet. Habitatet utgörs av olika slags skogar och av jordbruksmark med glest fördelade träd.